# Лавренов, Яков Михайлович
Яков Михайлович Лаврёнов (1912—1957) — генерал-майор Советской Армии, участник Великой Отечественной войны.

## Биография
Яков Лавренов родился в 1912 году. В 1933 году он был призван на службу в Рабоче-крестьянскую Красную Армию Новооскольским районным военным комиссариатом Курской области. В 1938 году был награждён Почётной грамотой Президиума Верховного Совета СССР.
С августа 1941 года — на фронтах Великой Отечественной войны. Первоначально воевал начальником штаба 813-го артиллерийского полка 296-й стрелковой дивизии. Участвовал в тяжёлых боях первого периода войны на Украине, в том числе на Днепре. 2 сентября 1941 года в сражениях на Каховском плацдарме был ранен. Впоследствии участвовал в боях за Крым. Позднее служил начальником штаба артиллерии 10-го стрелкового корпуса.
В дальнейшем Лавренов участвовал в освобождении Донбасса, лично руководил отражением контратак немецкой пехоты и боевой техники. Позднее он был назначен на должность командира 358-го артиллерийского полка 126-й стрелковой дивизии 2-й гвардейской армии. Во главе этого полка он активно участвовал в прорыве немецкой обороны на Перекопском перешейке и освобождении Крыма.
На завершающем этапе войны Лавренов командовал артиллерией 126-й стрелковой дивизии. В боях на территории Восточной Пруссии, в том числе за Кёнигсберг, дивизионная артиллерия нанесла немецким войскам большие потери. Всего же за время Великой Отечественной войны Лаврёнов три раза был ранен и один раз контужен.
После окончания войны Лаврёнов продолжил службу в артиллерийских частях советской армии. Дослужился до звания генерал-майора артиллерии. Проживал в Киеве. Погиб в 1957 году, похоронен на Лукьяновском военном кладбище Киева.
Был награждён орденом Ленина, тремя орденами Красного Знамени, орденом Александра Невского, двумя орденами Отечественной войны 1-й степени, двумя орденами Красной Звезды и рядом медалей.